# Darley Dale

civil parish w Derbyshire

Darley Dale – miasto i civil parish w środkowej Anglii (Wielka Brytania), w regionie East Midlands, w hrabstwie Derbyshire, w dystrykcie Derbyshire Dales. Leży nad rzeką Derwent, 4 km od miasta Matlock, 27,6 km od miasta Derby i 209,9 km od Londynu. W 2001 roku miasto liczyło 3289 mieszkańców. W 2011 roku civil parish liczyła 5413 mieszkańców.